# Camille Jordan (matematiker)
Marie Ennemond Camille Jordan, född 5 januari 1838 i Lyon, död 22 januari 1922, var en fransk matematiker, som är känd för sina insatser i gruppteori och sina läroböcker Cours d'analyse. 
Jordan var brorsons son till den kände politikern och skriftställaren Camille Jordan. Han fick sin utbildning vid École polytechnique i Paris, där han även senare i livet undervisade. Han blev 1876 professor vid École polytechnique och 1883 vid Collège de France. Han utgav många arbeten, som väsentligen berör algebran. För det monumentala verket Traité des substitutions et des équations algébriques belönades han 1870 med Ponceletpriset.
Jordans arbete var viktigt för att få Galoisteorin allmänt känt. Han undersökte även Mathieugrupper.
Jordan har givit namn åt ett flertal grundläggande resultat inom matematiken, bland annat:
- Jordan-Hölders sats (med Otto Hölder) inom gruppteori.
- Jordans kurvsats, ett topologiskt resultat som används inom komplex analys.
- Jordans normalform och Jordanmatrisen inom linjär algebra.
- Jordanmått inom matematisk analys.

Asteroiden 25593 Camillejordan och Institute of Camille Jordan är uppkallade efter Jordan.